# برونوو روسی
برونوو روسی (انگلیسی: Bruno Rossi؛ زاده ۱۳ آوریل ۱۹۰۵ - درگذشته ۲۱ نوامبر ۱۹۹۳) یک فیزیک‌دان اهل ایالات متحده آمریکاایتالیا بود.
وی برنده جوایزی همچون جایزه ولف در فیزیک شده است.